# منتخب ألمانيا لكرة اليد الشاطئية للسيدات
منتخب ألمانيا لكرة اليد الشاطئية للسيدات هو ممثل ألمانيا الرسمي في المنافسات الدولية في كرة اليد الشاطئية للسيدات .